# 洲联地产
洲联房地产经纪（北京）有限公司，簡稱洲聯地產，百泰斯集團旗下公司，主要經營中國內地及英國房地產銷售業務。由英國商人Jeremy Longley創立，也是本公司董事長。
其主要地區包括浙江杭州、上海、北京、英國等地區。

## 外部連結
- 洲联房地产经纪（北京）有限公司